# Дюамель, Жорж
Жорж Дюамель (фр. Georges Duhamel; 1884—1966) — французский прозаик и поэт, драматург, литературный критик. Лауреат Гонкуровской премии (1918), член Французской академии (1935).

## Ранние годы
Родился в небогатой семье. Получил медицинское образование.
В 1906 году вместе с Жюлем Роменом, Шарлем Вильдраком и Рене Аркосом принял участие в создании артели молодых поэтов и художников «Аббатство»; через несколько месяцев стал одним из руководителей и виднейшим критиком литературной группы унанимистов, звавших быть «ближе к жизни», восстававших против книжности, искусственности, натурализма и символизма. В 1907 году дебютировал книгой стихов «О легендах, о битвах». Затем были сборник стихов «Спутники» (1912), пьесы «Свет» (1911) и «Битва» (1913).
С 1912 года стал редактором литературного обозрения «Mercure de France».

## Первая мировая война
Своим положением в литературе Дюамель обязан художественной прозе. Первую серию его прозаических вещей образуют «свидетельства» о Первой мировой войне, в которой он участвовал в качестве военного врача: сборники рассказов «Жизнь мучеников» (1917) и «Цивилизация» (1918) — получившая Гонкуровскую премию, «Семь последних язв» (1928). Эти книги — эпопея лазарета, свидетельство того сострадания, которое автор испытывал к раненым и больным солдатам, своим пациентам. Они проникнуты сочувствием жертвам войны, возмущением и печалью, вызванными сознанием, что помешать организованному истреблению людей невозможно. С пацифистских позиций Дюамель осуждал войну в книге стихов «Элегии» (1920) и фарсе «Лапуант и Ропито» (1919). Отвергал революционное переустройство общества, защищал «независимость духа» от политики и подписал «Декларацию независимости духа», составленную Р. Ролланом.
Во Франции большим успехом пользовались его выступления-лекции «Обладание миром» (1919) и «Разговоры в суматохе» (1919). Основным в его проповеди было утверждение примата духовного над материальным, сочетающееся с недоброжелательным отношением к современной технической цивилизации. Духовные блага (познавание людей, любовь, дружба, мечты) — единственно реальные для Дюамеля. Каждый может, обратившись к ним, овладев ими, прийти к «обладанию миром». Бедным и голодным рабочим и ошалевшим от жадности дельцам он рекомендует «жить мечтой», сделать из «культа мечты» род религии; только так могут быть обеспечены спокойствие и счастье.
Неустанная защита прав личности и пассивность, склонность успокаивать, утешать; боязнь толпы и идеализация семейного очага, дружбы; возмущение перед войной и революцией — всё это характеризует Дюамеля как истинного представителя французской интеллигенции, в психологии которой гуманность сочетается с консервативностью. В связи с этими особенностями социальной психологии следует рассматривать и характерное для его художественной манеры стремление к ясности, спокойствию, уравновешенности.

## 1920—1930-е годы
Темой сострадания к людям пронизаны роман «Покинутые» (1921) и пять романов из цикла о Салавене («Полуночная исповедь», «Двое», «Дневник Салавена», «Клуб на улице де Лионнэ», «Игры и утехи», 1920—1932). Это органически развивающаяся художественная проза, своим утончённым анализом близкая прозе М. Пруста и Ж. Ромена и связанная с прозой Ф. М. Достоевского стремлением взамен «линейной латинской психологии» французской литературы показать полную противоречий, подлинную внутреннюю жизнь человека. Центральный персонаж прозы Дюамеля — конторщик Луи Салавен — образ современного европейского «человека из подполья». Но, бичуя «цивилизацию» милитаристов — творцов «великой войны», автор до конца остаётся пассивным пессимистом. Так, изображая разрушительное давление общественного строя на личность маленького человека, Дюамель не верит, чтобы этой «жертве цивилизации» можно было помочь.
Дюамель резко критиковал все виды несправедливости и насилия: ницшеанствующих «спасителей» человечества (в комедии «Сообщество атлетов», 1920), колониальную войну в Марокко (заявление в журнале «Кларте» — «Clarté», 15.7.1925, № 76). Осуждение американской «торгашеской диктатуры» (очерки «Сцены будущего», 1930) совмещалось у него с осуждением «революционной активности масс».
В 1927 году Дюамель посетил СССР, где его сопровождала переводчица на русский язык его стихов Мария Кудашова. Он очень подробно рассказал об этой поездке в книге «Путешествие в Москву» (1927), которая была встречена во Франции с большим вниманием, как объективное сообщение о СССР человека незаинтересованного. Конечно, социализм для него — нечто неосуществимое (ссылка на «древний собственнический инстинкт»), но он признаёт «право русского народа устраивать свою жизнь по своему желанию». Он настойчиво предостерегает Запад против новой интервенции, которая может подготовить гибельное для него столкновение с азиатским миром. К этой мысли он возвращается и в «Беседе о духе Европы», где советует «принять Советскую Россию в европейскую семью», — сделать из неё буфер между Европой и волнующейся Азией, и тем самым защитить «нашу древнюю цивилизацию» от варварских орд, будто бы надвигающихся из колониальных стран.

## Вторая мировая война
Угрозе стандартизации жизни (эссе «Гуманист и автомат», 1933), духовному кризису Запада (эссе «Защита литературы», 1937) Дюамель противопоставляет созерцание чуда самой жизни («Сказки моего сада», 1936). Между 1930 и 1940 годами он предпринял целый ряд поездок по Франции и за её пределами с лекциями о французском языке и культуре, о цивилизации, которая будет иметь основание в сердцах людей, а не в развитии техники.
В 1935 году он принял на себя руководство обозрения «Mercure de France» и его издательства. Стал главным акционером компании. В 1938 году, из-за антивоенной позиции Дюамеля, он был заменён Жаком Бернардом до конца войны: в 1945 он был возвращён на свою должность.
Дюамель предвидел опасность фашизма («Дневник белой войны», 1939); его книги заметок («Французские позиции», 1940) и впечатлений военной поры («Место убежища», 1940) сожжены нацистскими оккупантами, которых он осудил в очерке «На руинах морали: Орадур-сюр-Глан» (1944). В 1939—1945 годах, то есть и во время oккупации, Дюамель был секретарём Французской Академии и защищал её от нацистов и коллаборационистов. Позднее за это он удостоился благодарности от правительства де Голля.
Духовная несвобода, власть денег, кризис западного общества воссозданы в реалистической серии романов «Хроника семьи Паскье» (т. 1—10, 1933—1944). В романе «Путешествие Патриса Перио» (1950) Дюамель отдал дань периоду «холодной войны». Написал утопию «Пассажиры „Надежды“» (1953).
Примечательны его мемуары «Моя жизнь при свете дня» (т. 1—5, 1945—1953).
С 1960 года Дюамель страдал от многочисленных болезней и умер в Вальмондуа 13 апреля 1966.

## Издания на русском языке
- Вильдрак Шарль, Дюамель Жорж. «Теория свободного стиха», Пер. В. Шершеневича, М., «Имажинисты», 1920, 48с.
- «Цивилизация». 1914—1917. Рассказы. Пер. Ю. Тынянова, М.-Пг., «ГИЗ», 1923, 203 с.
- «Полуночная исповедь», М.—П., «Всемирная литература», 1923
- «Жизнь мучеников», 1924
- Ж. Дюамель «Цивилизация и другие рассказы». Перевод М. Л. Слонима — Прага, 1924.
- «Двое», Л., «Сеятель», 1925
- «Игры и утехи», Л., «Мысль», 1925, 160 с.
- «Дневник Салавэна», М.-Л., «ГИЗ», 1927, 192 с.
- «Новеллы», М., «Огонек», 1927, 44 с.
- «Рассказы доктора Кошуа», М., «ЗИФ», 1929
- «Баллада о солдатской смерти», предисл. А. В. Луначарского // «Современная революционная поэзия Запада», М., 1930
- «Гаврский нотариус. Наставники. Битва с тенями. Хроника семьи Паскье». Романы. Серия: Зарубежный роман XX века, М., «Худ. лит.», 1974, 528 с.
- Жорж Дюамель. «Третья симфония» // «Блюз Сонни». Повести и рассказы зарубежных писателей о музыке и музыкантах, М., «Музыка», 1991, 320 с.